# Chiesa del Santissimo Salvatore (Morengo)
La chiesa del Santissimo Salvatore è la parrocchiale di Morengo, in provincia e diocesi di Bergamo; fa parte del vicariato di Ghisalba-Romano.

## Storia
La prima citazione di una chiesa a Morengo risale al 1025. Nel XII secolo detta chiesa fu l'oggetto di una diatriba tra l'abate di Pontida e il vescovo di Cremona; questa contesa venne risolta il 2 novembre 1187 da Papa Gregorio VIII, che la assegnò alla diocesi di Cremona. 
Nel 1144 alla diocesi cremonese rimasero unicamente i diritti spirituali sulla chiesa, mentre, dal punto di vista territoriale, divenne pertinenza dell'abbazia di Pontida; all'inizio del XV secolo, invece, risultava compresa nella diocesi di Bergamo. 
Dalle relazioni delle visite pastorali avvenute tra la fine del Quattrocento e l'inizio del Cinquecento si desume che la chiese di Morengo fosse ritornata completamente sotto la diocesi di Cremona. 
 La parrocchiale è frutto di un rifacimento condotto nel 1717 che comportò la completa ricostruzione della facciata e delle coperture, mentre si mantennero praticamente le stesse proporzioni dell'antica chiesa. Nel 1774 si procedette al restauro delle opere d'arte conservate all'interno dell'edificio, il quale subì una ristrutturazione nel 1784. 
Nel 1787 la chiesa passò dalla diocesi di Cremona a quella di Bergamo e, il 20 maggio 1862, venne consacrata dal vescovo di Bergamo Pier Luigi Speranza. Nel 1907 furono rinnovate le decorazioni interne dell'edificio, nel 1923 la chiesa passò dal vicariato di Spirano a quello di Romano di Lombardia. e, nel 1951, il campanile venne dotato di un concerto di otto campane fuse dalla ditta Attilio Broili di Udine. 
Il 28 giugno del 1971 la parrocchiale fu aggregata alla neo-costituita zona pastorale XI, per poi entrare a far parte il 27 maggio 1979 del vicariato di Ghisalba-Romano.

## Descrizione
La facciata è divisa in due ordini da un marcapiano; sia la parte superiore che quella inferiore sono tripartite da quattro lesene; nell'ordine inferiore si aprono tre nicchie con altrettante statue, in quello superiore una finestra.
 Opere di pregio conservate all'interno della chiesa, che è ad un'unica navata, sono il fonte battesimale, la statua di Cristo morto, una pala raffigurante la Trasfigurazione di Gesù Cristo e gli altari laterali.
 Il campanile è diviso in cinque ordini da cornicioni; la cella campanaria è caratterizzata da monofore su tutti i lati e, sulla cima della torre, è collocata una statua. La chiesa conserva la tela del veneziano Gianantonio Guardi raffigurante l'Angelo annunciante e l'Annunciata, posta sulla testata del presbiterio. Sulla parete sinistra del medesimo artista la tela Cristo cade sotto la croce  e sulla parete corrispondente destra: Visitazione di Maria alla cugina Elisabetta..